# BOSMAL
Instytut Badań i Rozwoju Motoryzacji BOSMAL Sp. z o.o. (česky Institut pro výzkum a vývoj automobilového Průmyslu BOSMAL s.r.o., původní název: Výzkumný park nízkoobjemových vozidel BOSMAL) je výzkumný ústav v Bílsku-Bělé, zabývající se vývojem nových konstrukcí automobilů, vyráběných společností FSM, později Fiat Auto Poland.

## Historie a popis
Centrum bylo založeno v roce 1972 jako součást továrny Fabryka Samochodów Małolitrażowych. 1. května 2010 došlo k privatizaci a přejmenování na nynější název. Privatizace proběhla při zachování kontinuity činnosti a společnost BOSMAL získala veškerá práva a povinnosti výzkumného ústavu.
V BOSMALu bylo vyvinuto několik známých vozidel, zejména Syrena Bosto - > zkratka Bielski Osobowo-Towarowy (Bílský osobně-nákladní) v roce 1973, Polský Fiat 126p Bombel v roce 1974 a "Maluch" v provedení kabriolet v roce 1991. V roce 1983 zde byl vyvinut i prototyp městského vozu Beskid. V letech 1991-1995 bylo v BOSMALu vyrobeno 507 kusů vozidel modelu Polski Fiat 126p Cabrio. Spolu se zahájením výroby modelu Cinquecento byl vyvinut prototyp malého užitkového vozu Cinquecento Bombix. Po zakoupení firmy FSM Fiatem Auto Poland vznikla také motocyklová tříkolka BOSMAL Trike na základě Polského Fiatu 126p.
V současné době se BOSMAL specializuje na výzkum a zlepšování produkčních vozidel (testy aut, testování motorů, vývoj výměníků tepla a dalších částí aut, zkoušky materiálů a jejich vlastností, konstrukce i výroba). Jedná se o zakázky tuzemských i zahraničních firem, především automobilek (Bosch, Delphi Poland, Fiat Auto Poland, Fiat Auto SA, Opel, Teksid Poland, Valeo Autosystemy, General Motors, Shell, Petronas, Visteon, Mecaprom, Statoil, PKN Orlen, Global Lubricants Technology BP). BOSMAL spolupracuje také s vysokými školami a institucemi v tuzemsku i v zahraničí.

## Galerie

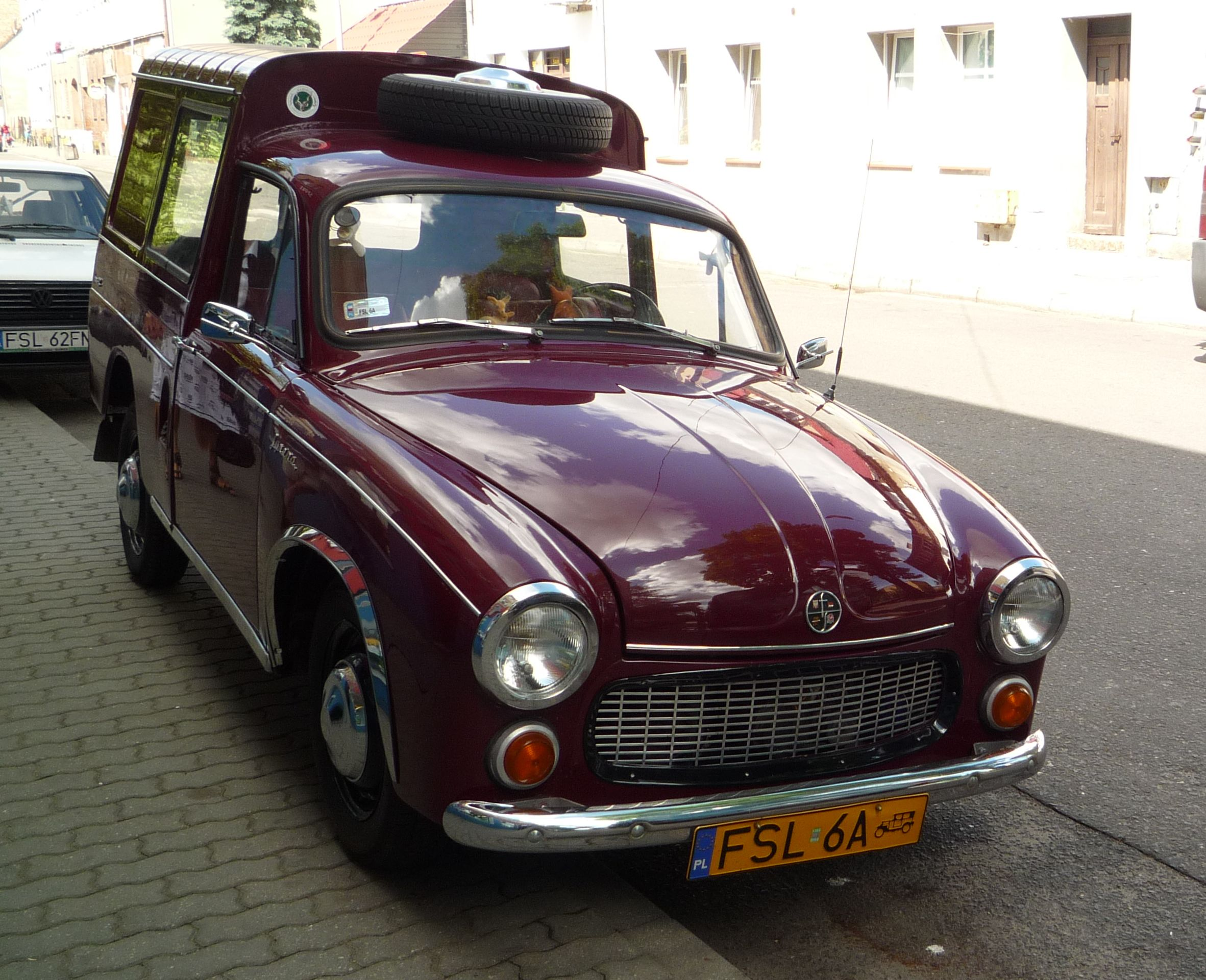
FSM Syrena Bosto
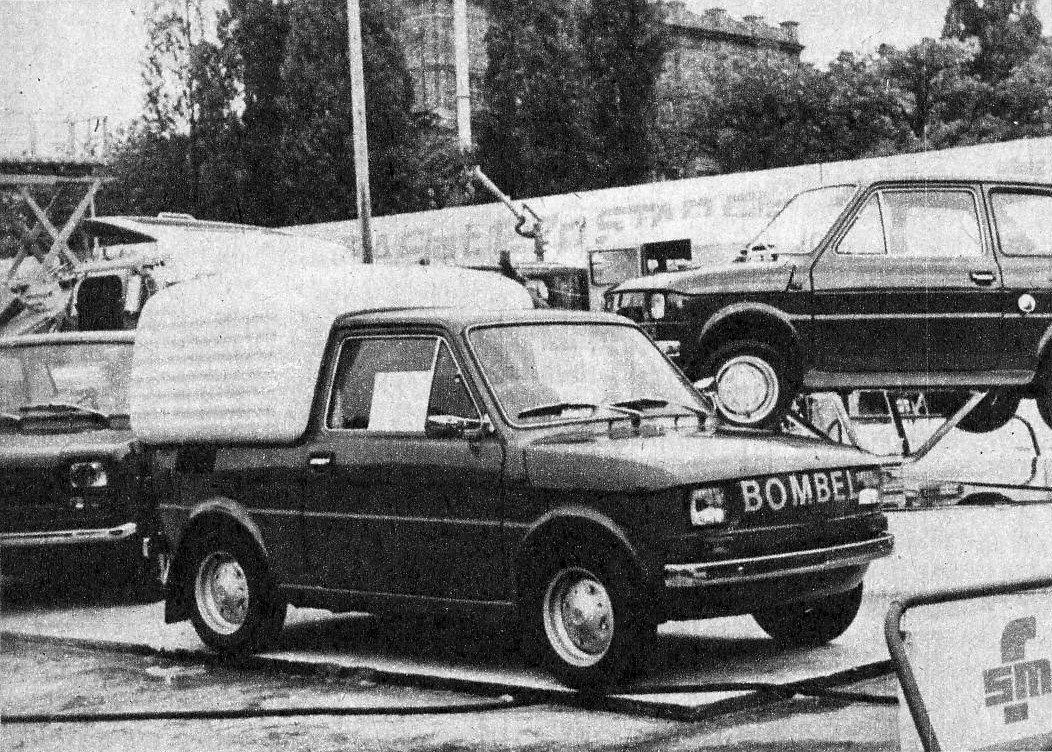
Polský Fiat 126p Bombel
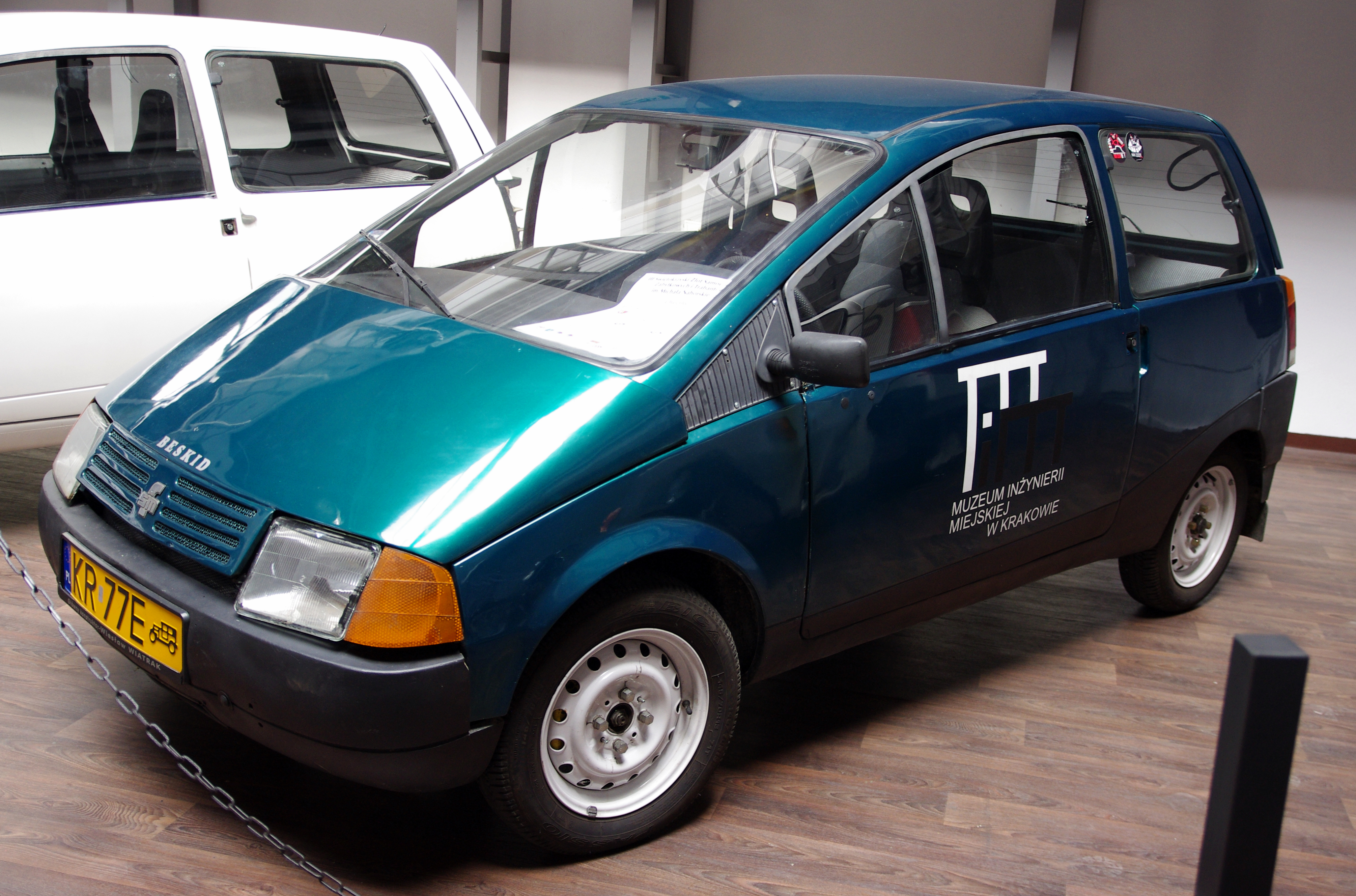
Prototyp FMS Beskid 106
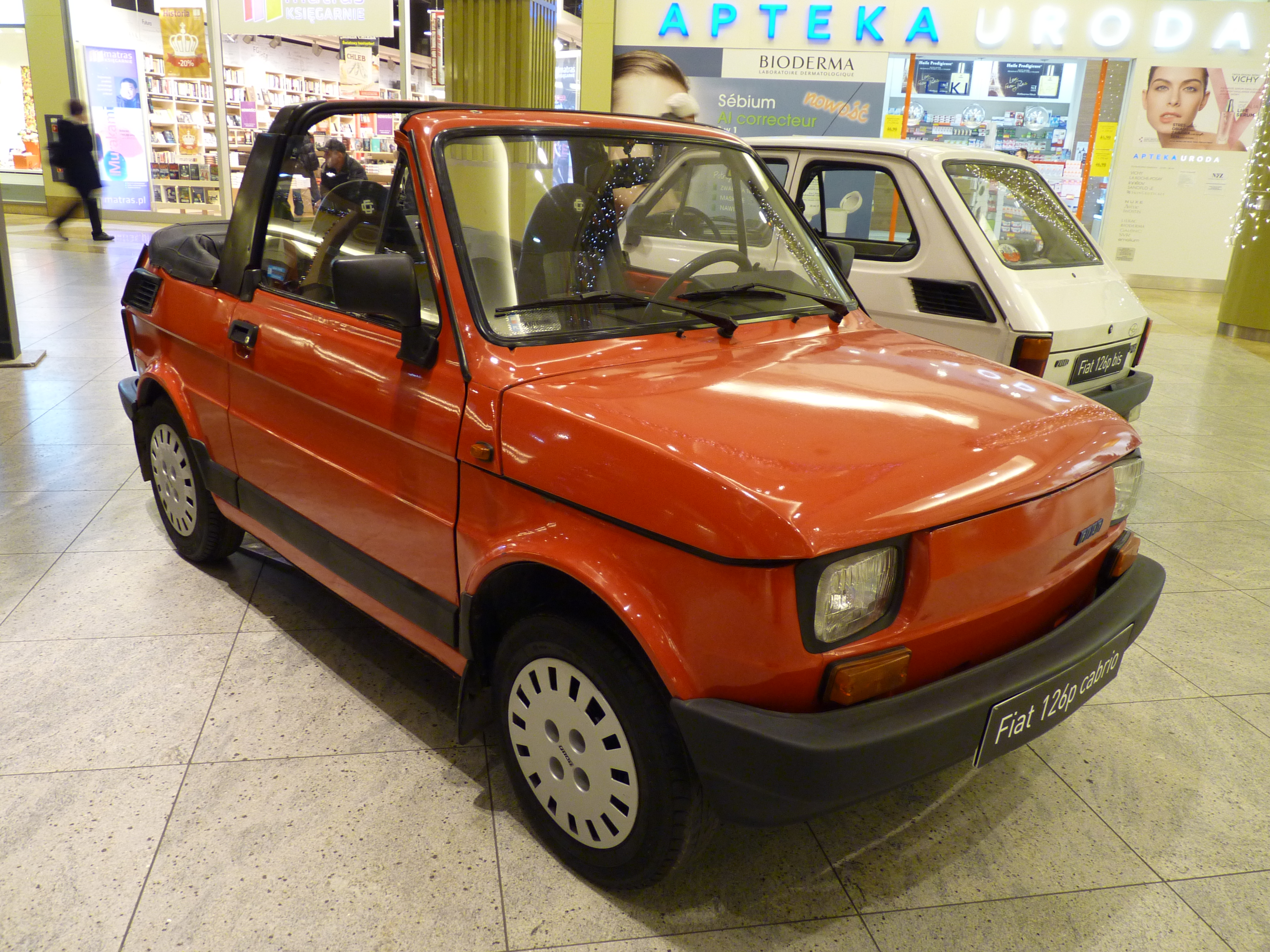
Polský Fiat 126p Cabrio
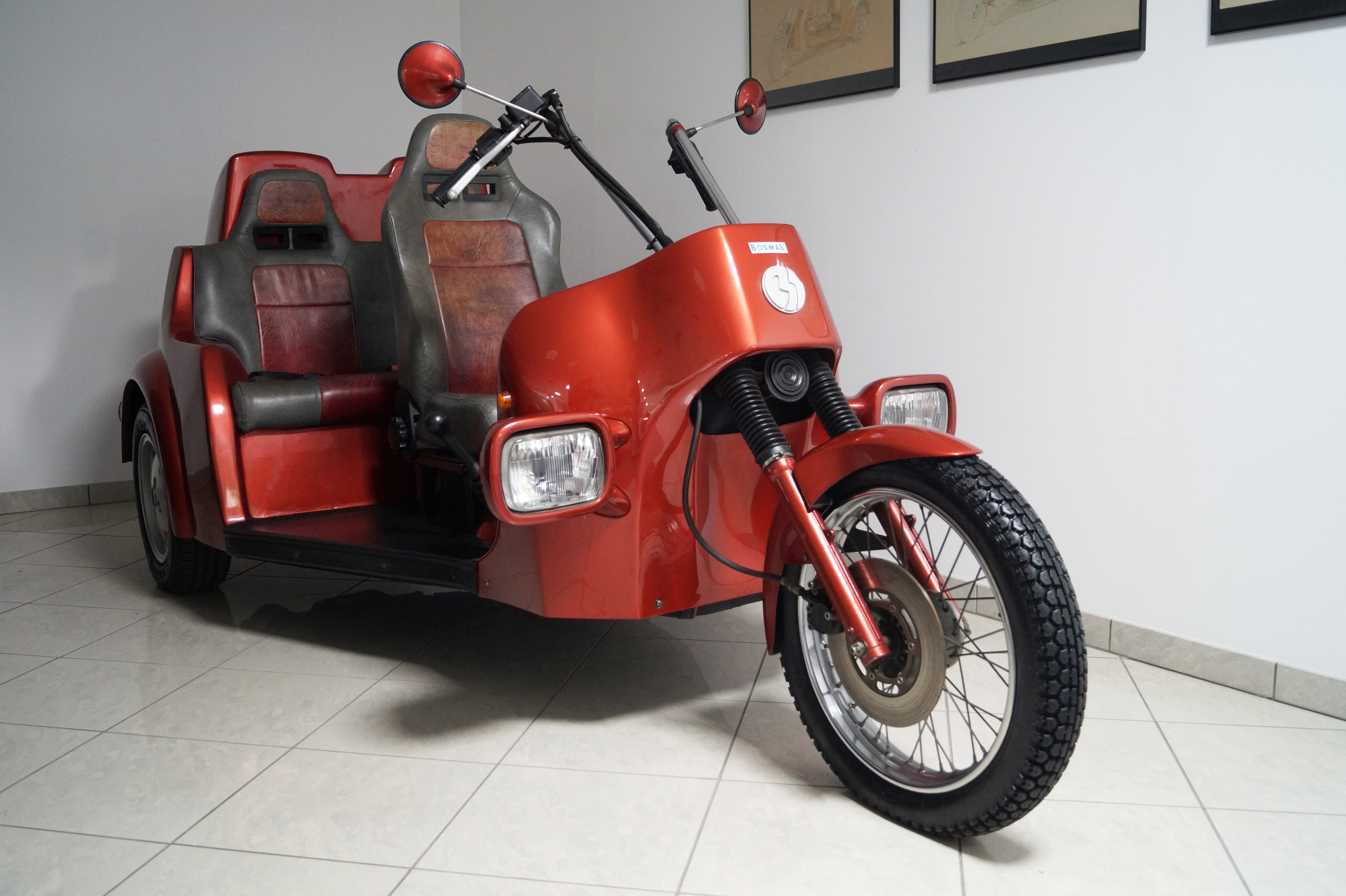
Bosmal Trike